# Habiba Sarabi
Habiba Sarabi (nascuda el 1956), metgessa hematòloga i política, és una destacada reformista de la reconstrucció posttalibà a l'Afganistan. El 2005, era nomenada governadora de la província de Bamiyan pel president Hamid Karzai, essent la primera dona designada governadora de qualsevol província del país. Prèviament, havia portat en el govern de Karzai els Ministeris de la Dona i de Cultura i Educació. Sarabi ha estat decisiva promovent els drets de la dona i en temes de representació i de medi ambient. Pertany a l'ètnia hazara de l'Afganistan.
Habiba Sarabi va néixer a Mazar-e Sharif i va passar la seva joventut viatjant per tot el país amb el seu pare. Més tard, es va traslladar a Kabul per assistir a l'institut i per estudiar medicina a la universitat. Després de graduar-se, va obtenir una beca de l'Organització Mundial de la Salut per anar a l'Índia a completar els seus estudis d'hematologia.
Durant el règim dels talibans a l'Afganistan, la doctora Sarabi i els seus fills van fugir a Peshawar (Pakistan), però retornaven freqüentment en secret. El seu marit es va quedar a Kabul per ocupar-se de la seva família. També treballava clandestinament com a mestra de noies, a l'Afganistan i també als camps de refugiats afganesos al Pakistan. El 1998, va entrar a l'Institut Afganès d'Ensenyament i en va esdevenir directora general. També ha estat vicepresidenta de l'organització Assistència Humanitària per a les Dones i els Nens de l'Afganistan.
Com a governadora, ha anunciat que un dels seus focus d'interès serà el turisme com a font d'ingressos. La província ha estat històricament una font de cultura budista i era la localització dels antics Budes de Bamiyan, les dues estàtues gegants destruïdes pels talibans abans de la guerra. Tanmateix, Bamiyan continua essent una de les províncies més pobres i més subdesenvolupades de l'Afganistan, amb una lletania de problemes incloent-hi taxes altes d'analfabetisme i pobresa.
El 2008, la revista Time la va incloure en la seva llista d'Herois del Medi Ambient, en part per la seva contribució en la creació del Parc Nacional de Band-e Amir, a Bamiyan.
El 2008, Azra Jafari seguia les passes de pionera de la Dra. Sarabi en esdevenir la primera dona afganesa en ocupar una alcaldia a l'Afganistan.